# 特拉万卡 (莫加多鲁)
特拉万卡是葡萄牙布拉干萨区的一个堂区。总面积20.46平方公里，总人口300人，人口密度9.8人/平方公里。